# Pablo Cervantes Gutiérrez
Pablo Cervantes Gutiérrez (Sevilla, 7 de setembre de 1977), és un músic i compositor espanyol.

## Biografia
Professionalment, ha treballat component per a diferents programes de televisió a Canal Sur, Giralda Televisión, Vía Digital, o Televisió Espanyola. i component bandes sonores originals, tant per a llargmetratges, com per a curtmetratges, especialment per a José Luis Garci
En la gala dels Goya de 2013, es va convertir en l'involuntari protagonista en equivocar-se els presentadors del premi a la millor cançó, nomenant-lo en lloc del guanyador del premi.

## Bandes sonores originals
Ha compost les bandes sonores originals dels següents llargmetratges:
- You are the one dirigida per José Luis Garci, del año 2000.
- Historia de un beso dirigida per José Luis Garci, del año 2002.
- Cuando todo esté en orden dirigida per César Martínez Herrada del año 2002.
- Eres mi héroe d'Antonio Cuadri del año 2002.
- Hotel Danubio dirigida per Antonio Giménez Rico, el 2003, nominada al Goya com a millor música original[4]
- Tiovivo c. 1950 dirigida per José Luis Garci, del año 2004.
- María y Assou (pel·lícula per televisió) de Silvia Quer del año 2005.
- Ninette dirigida per José Luis Garci, del 2005, nominada al Goya com a millor música original[5]
- Imaginario de Pablo Cantos del 2007.
- Luz de Domingo de José Luis Garci del 2007.
- Sangre de mayo dirigida per José Luis Garci, del 2008.
- Violetas (pel·lícula per televisió) de Rafa Montesinos del 2008.
- El Libro de las Aguas d'Antonio Giménez Rico del 2008.
- La Banda en la Isla de la Magia de Gonzalo Crespo del 2008.
- Expulsados 1609, la tragedia de los moriscos, 2009.
- La leyenda del ladrón del árbol de los colgados, 2009.
- Adiós papá, adiós mamá, 2010
- La Condesa Rebelde de Zaza Ceballos (pel·lícula per televisió per la FORTA) del 2011.
- A Little Push, 2011
- El defensor, 2011
- Penumbra 3D: El desafortunado reencuentro de Larry y Bird, 2011.
- Reflexiones de un picaporte, 2011.
- Camera obscura, 2011
- Deportados, 1969, del 2011.
- Rocío Dúrcal, volver a verte, 2 episodos, 2011.
- Els nens salvatges, 2012, premi a la millor música original al Festival de Cine Español de Tolosa[6] nominada al Goya com a millor cançó.[7]
- Años de oscuridad, 2012
- Luna, el misterio de Calenda 2012.
- Holmes & Watson, de José Luis Garci del 2012[8]
- Ebre, del bressol a la batalla (2016)[9]